# Martin Lindstrom
Martin Lindstrom (Lindstrøm) é um autor dinamarquês. Lindstrom escreveu os livros A lógica do consumo (Buyology)- Verdades e mentiras sobre por que compramos seu primeiro livro orientado aos consumidores, no qual Lindstrom realizou um experimento de marketing – inspirado no filme de 2009, Amor por contrato – para estudar os efeitos da influência social nas decisões de compra.
Lindstrom é colunista da Fast Company, e frequentemente contrinui com o NBC's Today show. Lindstrom escreveu seis livros sobre marcas e comportamento do consumidor. Ele é o sócio fundador e presidente do Board of Buyology Inc. e Diretor da Brand Sense Agency. Em 2011 Lindstrom apareceu no Morgan Spurlock (Super Size Me)filme documentario The Greatest Movie Ever Sold e no America’s Next Top Model.

## A lógica do consumo
Em A lógica do consumo - verdade e mentiras sobre por que compramos, Lindstrom analisa o que faz as pessoas comprarem em um mundo que está cheio de mensagens como anúncios, slogans, jingles, apoios de celebridades. Através de um estudo da psique humana, ele discute sobre subconsciente e como ela desempenha um papel importante na decisão de compra. O autor pesquisou o comportamento e atividades cerebrais de mais de 2 mil pessoas por um período de três anos.

## Small Data
Lindstrom passou um tempo com 2.000 famílias em mais de 77 países para obter pistas de como eles vivem. Em Small Data: As Pequenas Dicas que Revelam Enormes Tendências, Lindstrom discute essas viagens, o processo que ele usa para coletar informações e as decisões de negócios que as informações levaram. Em 2016, foi nomeado o melhor livro de negócios pela estratégia + negócios e um dos melhores livros de vendas e marketing da revista Inc.